# Ietsjes later
Ietsjes later is een lied van de Nederlandse rapper Kevin. Het werd in 2020 als single uitgebracht en stond in hetzelfde jaar als elfde track op het album Animal stories.

## Achtergrond
Ietsjes later is geschreven door Bryan du Chatenier en Kevin de Gier en geproduceerd door Trobi. Het is een lied uit het genre nederhop. In het lied zingt de rapper over zijn kalme en nonchalante levensstijl. De single werd drie maanden voor het album uitgebracht. Op de B-kant van de single is een instrumentale versie van het lied te horen. De single heeft in Nederland de gouden status.

## Hitnoteringen
De rapper had succes met het lied in de Nederlandse hitlijsten. Het piekte op de vijfde plaats van de Single Top 100 en stond negen weken in deze hitlijst. In de Top 40 kwam het tot de 31e plaats in de drie weken dat het in de lijst te vinden was. 